# Poznańska Fabryka Maszyn Żniwnych „Agromet”

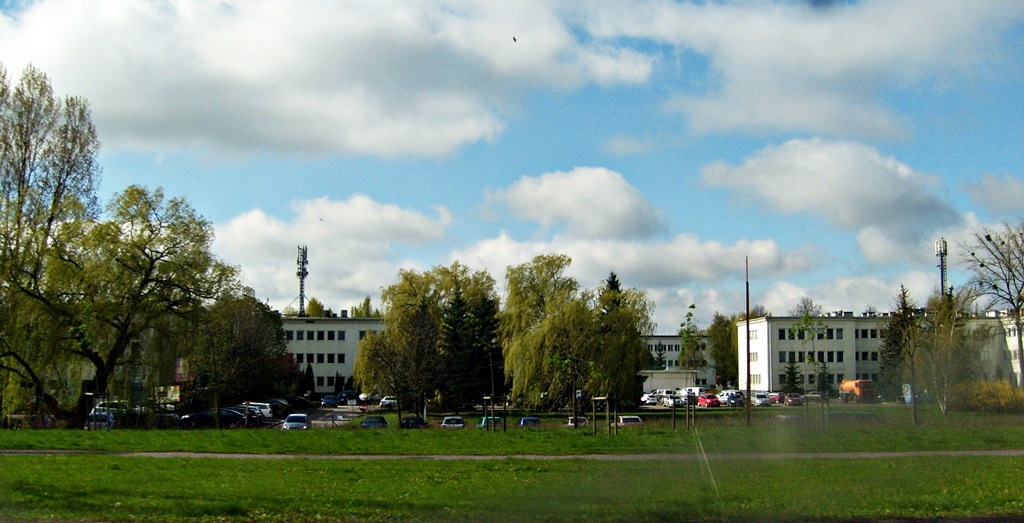
widok od strony Ronda Starołęka

Poznańska Fabryka Maszyn Żniwnych „Agromet” – w latach Polski Ludowej jeden z większych państwowych zakładów produkcyjnych w Poznaniu, w momencie powstania największa fabryka maszyn żniwnych w Polsce, od 19 maja 1992 roku w upadłości.

## Historia
Decyzja Państwowej Komisji Planowania Gospodarczego z 30 listopada 1950 roku w sprawie zatwierdzenia założeń projektu „Budowy Fabryki Maszyn Żniwnych w Poznaniu”, była uznawana za początek budowy projektowanego zakładu produkcji maszyn. Fabryka powstała w ramach planu sześcioletniego. Jej położenie w Poznaniu, na polach pomiędzy Ratajami a Starołęką było celowe i przemyślane. Chodziło o pełne wykorzystanie budynków, wyposażenia i wykwalifikowanej kadry istniejących już firm: Zakładu Produkcyjnego im. 15 grudnia oraz Warsztatów Remontowych Technicznej Obsługi Rolnictwa (podległych Ministerstwu Rolnictwa). W 1951 roku przystąpiono do wstępnych prac przygotowawczych. Projekt Zakładu wykonało Wszechzwiązkowe Zjednoczenie Eksportowo-Importowe „Technoeksport” w Moskwie, natomiast jego adaptacją zajął się „Prozamet” w Warszawie. Budowę zakładu przeprowadziło Poznańskie Przedsiębiorstwo Budownictwa Przemysłowego. Już w latach 1952−1954 wybudowano wszystkie podstawowe wydziały produkcyjne i pomocnicze. Najważniejsze urządzenia oraz park maszynowy dostarczył Związek Radziecki, produkowane urządzenia także były na licencji radzieckiej. Podstawę prawną powstającej fabryki stanowiło Zarządzenie Ministra Przemysłu Maszynowego z dnia 21 marca 1952 roku, powołujące przedsiębiorstwo państwowe pod nazwą „Poznańska Fabryka Maszyn Żniwnych w budowie”.
Umownie za datę powstania zakładu uznaje się 24 września 1953 roku, wtedy właśnie rozpoczęła się działalność eksploatacyjna PFMŻ. Już pod koniec tego samego roku z fabryki „wyszły” pierwsze produkty – było to 15 snopowiązałek ciągnikowych WC-1 (rok później było to już prawie 1400 sztuk). 11 grudnia 1954 uruchomiona została odlewnia. Według początkowych założeń projektowych w przedsiębiorstwie przewidziana była tylko produkcja snopowiązałek (konnych i ciągnikowych). Jednakże na skutek stopniowego przechodzenia polskiego rolnictwa na kombajnowy zbiór zbóż i związanego z tym rozwoju produkcji kombajnów zbożowych w płockiej Fabryce Maszyn Żniwnych, przewidziano spadek zapotrzebowania na snopowiązałki. W zaistniałej sytuacji w roku 1960 rozpoczęto zmianę specjalizacji produkcji, fabryka nastawiła się na zaopatrywanie rynku w maszyny do zbioru i przygotowywania zielonek. Taka decyzja wymusiła doskonalenie i stosowanie najnowocześniejszych metod wytwarzania maszyn, jak i podnoszenie ich jakości. Konstruowano kolejne maszyny i urządzenia. W pierwszych dwudziestu latach działalności średnio na jeden rok przypadało uruchomienie produkcji jednej nowej maszyny, co było dość znaczącym osiągnięciem.
W 1956 pracownicy zakładu brali udział w wydarzeniach Poznańskiego Czerwca.
Na początku lat 70. XX wieku fabryka zatrudniała ponad 2 800 pracowników, zatrudniani byli także uczniowie. Przy fabryce działał Klub Sportowy „Przemysław” do którego należało ponad 2 200 członków (sekcje: piłki nożnej, piłki ręcznej kobiet, piłki siatkowej kobiet). Fabryka była członkiem prawnym Towarzystwa Rozwoju Ziem Zachodnich. 13 stycznia 1986 roku, po 3 miesiącach od podpisania kooperacyjnej umowy z jugosłowiańską firmą Tomo Vinković, rozpoczęto montaż miniciągnika TV-521 o mocy 21 KM.
Po wielu latach świetności poznańskiej fabryki nadeszły cięższe czasy. 2 września 1989 roku, na bazie odlewni PFMŻ z udziałem kapitału austriackiego, powstała firma Ferrex. Zmiany społeczno-gospodarcze na przełomie lat 1989/1990 bardzo niekorzystnie wpłynęły na zainteresowanie i sprzedaż nowych maszyn produkowanych w poznańskich zakładach. Główni odbiorcy – Państwowe Gospodarstwa Rolne zostały zlikwidowane, a rolnikom posiadającym własne gospodarstwa bardziej opłacało się kupować używane maszyny.
Pomimo podjętych prób nie udało się uchronić Poznańskiej Fabryki Maszyn Żniwnych od upadłości. 3 grudnia 1991 roku dyrektor PFMŻ inż. Edward Klim wystąpił do poznańskiego sądu z wnioskiem o ogłoszenie upadłości kierowanej przez niego fabryki.
Podstawowa działalność zakładu – produkcja maszyn rolniczych – była kontynuowana przez utworzoną 22 lipca 1991 r. spółkę Sanpoz. Pozostałą działalność firmy kontynuowały takie firmy jak Nagros – narzędziownia kontynuująca działalność w zakresie produkcji i sprzedaży obrabiarek i usług, Agrosoc – zarządzanie obiektami wypoczynkowymi i terenami rekreacyjnymi, której głównymi udziałowcami stali się związki zawodowe pracowników i sami pracownicy.

## Charakterystyka produkcji

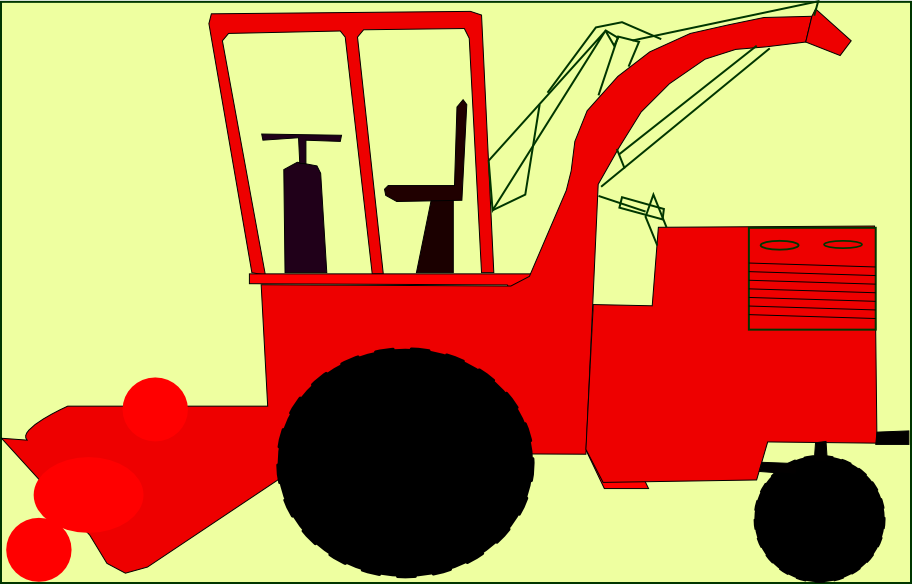
Sieczkarnia samojezdna Orkan Z310

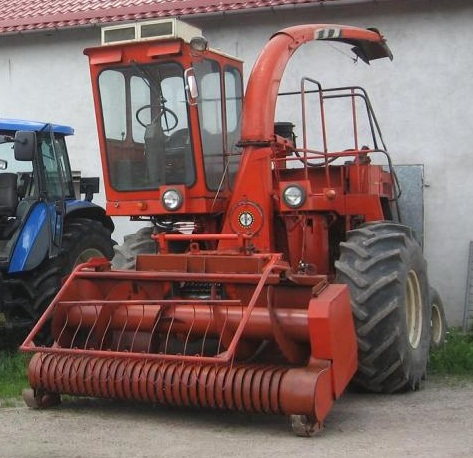
Sieczkarnia z serii Z350

Przez niespełna 40 lat aktywnej działalności zakład zaopatrywał w maszyny rolnicze zarówno polski rynek jak i zagraniczny. Maszyny trafiały do krajów socjalistycznych, m.in. ZSRR, Czechosłowacji, Jugosławii, Albanii, Bułgarii jak i również do Republiki Federalnej Niemiec czy Holandii.
Poznańska Fabryka Maszyn Żniwnych zajmowała się produkcją:
- snopowiązałek ciągnikowych:
  - WC-1,
  - WC-5,
- snopowiązałek konnych,

- pras stacjonarnych:
  - PS1,
  - PS2,
- wyrywaczy lnu,
- roztrząsaczy pokosów,
- kosiarek zawieszanych,
- kosiarek rotacyjnych:
  - Z036,
  - Z071,
  - Z072,
- przyczep samozbierających:
  - T050,
- bijakowych ścinaczy zielonek:
  - Z302 Orkan 2 (SKH2),
- sieczkarni zaczepianych:
  - Z305 (KS1p),
- sieczkarni samojezdnych Orkan:
  - Z310 (KS1s),
  - Z320 (KS2s),
  - Z325,
  - Z330 (KS3s),
  - Z340,
  - Z350 oraz Z350/1, Z350/2, Z350/3.
- zamiatarek[19]